# Paul de Tarente
Paul de Tarente, dont l’œuvre est publiée sous le pseudonyme de Pseudo-Geber, est un Franciscain du XIIIe siècle, alchimiste originaire du sud de l'Italie.
Il est le découvreur de l'eau régale.

## Œuvres
Son ouvrage scientifique le plus connu est Theorica et practica. Il est fort probable qu'il soit aussi l’alchimiste connu sous le nom de Pseudo-Geber.